# شفقت رسول
شفقت رسول (انگلیسی: Shafqat Rasool؛ زادهٔ ۱۰ دسامبر ۱۹۸۸) بازیکن هاکی روی چمن اهل پاکستان است.
وی در مسابقات کشوری و بین‌المللی در مجموع برندهٔ ۳ مدال طلا، ۲ مدال نقره، ۱ مدال برنز شده‌است.